# Чикайя, Марк
Марк Чикайя (фр. Marc Tchicaya; род. 29 мая 1986) — конголезский шоссейный велогонщик.

## Карьера
В 2011 году стал призёром чемпионата Республики Конго в групповой и индивидуальной гонке.
В период с 2012 по 2017 год в рамках Африканского тура UCI стартовал на Туре Камеруна, Гран-при Шанталь Бийя и Туре Кот-д’Ивуара.
В 2015 году принял участие в Африканских играх 2015, проходивших в Браззавиле (Республика Конго), где выступил в двух гонках. Сначала в составе сборной Республики Конго (в которую также входили Никита Монгондо, Гисмар Гома и Гислен Мамбома) в командной гонке с раздельным стартом по итогом которой команда заняла предпоследнее 15 место, уступив занявшей первое место сборной ЮАР 6 минут 43 секунды. А затем в групповой гонке, но не смог финишировать.

## Достижения
2011
2-й на Чемпионат Республики Конго — групповая гонка
2-й на Чемпионат Республики Конго — индивидуальная гонка